# 154 (getal)
154 is het natuurlijke getal volgend op 153 en voorafgaand aan 155.

## In de wiskunde
154 is een negenhoeksgetal evenals een sphenisch getal. 154 kan ook worden geschreven als de som van de eerste zes faculteiten:
154 = 0! + 1! + 2! + 3! + 4! + 5!

## Muziek
154 is een album van de Britse postpunkgroep Wire.

## Overig
154 is ook:
- het jaar 154 v.Chr. of het jaar 154
- het atoomnummer van het theoretische element Unpentquadium (Upq)
- een telefoonnummer om storingen te melden aan de Britse telefoonprovider BT